# 雷焦艾米利亚主教座堂

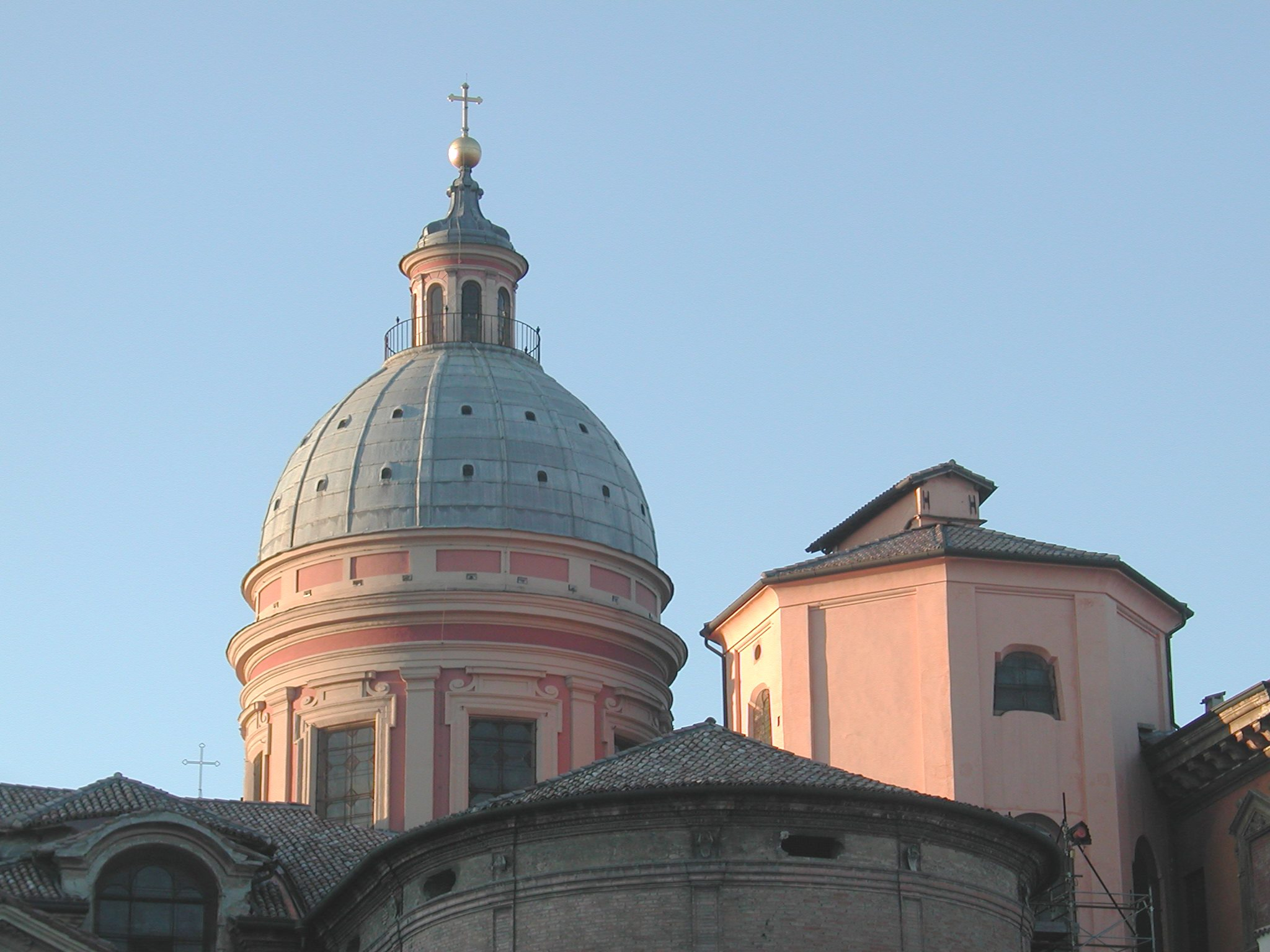
穹顶

雷焦艾米利亚主教座堂 (義大利語：Duomo di Reggio Emilia; Cattedrale di Santa Maria Assunta)是意大利北部艾米利亚-罗马涅大区雷焦艾米利亚的一座罗马天主教的主教座堂（和三大宗教建筑之一），原为天主教雷焦艾米利亚教区的主教座堂，自1986年以来是天主教雷焦艾米利亚-瓜斯塔拉教区的主教座堂。

## 描述
该堂最初为罗马式建筑，后来被大幅修改。立面原有13世纪的壁画，现藏于教区博物馆。
目前的立面尚未完工，只有下层已有16世纪的贴面，壁柱间有该市四位主保圣人的雕像。正门的雕塑亚当与夏娃是普罗斯佩罗·斯帕尼的作品，在风格上受到米开朗基罗的影响。

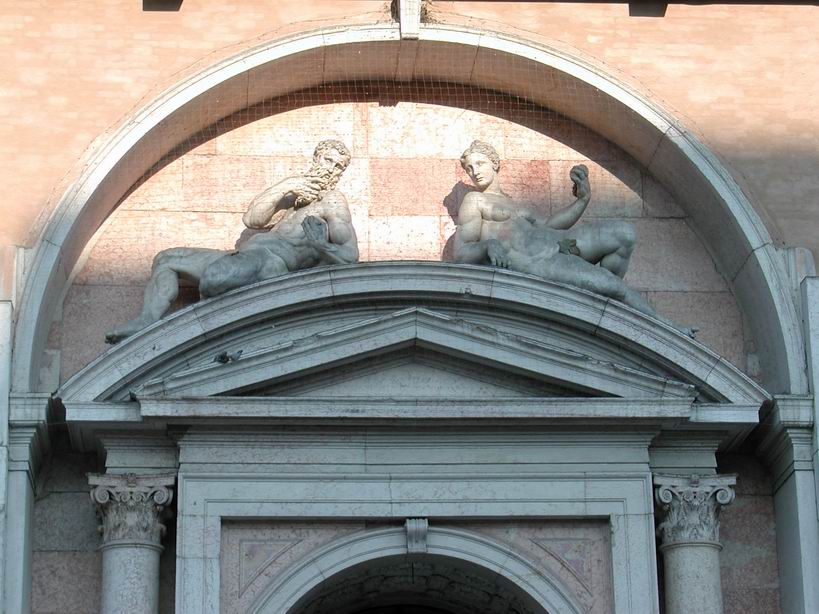
亚当与夏娃

2009年2月，在该堂地下发现了古罗马马赛克地板，上面满是描绘异教仪式和东方神的场景。马赛克地板面积13平方米，可追溯至公元4世纪，在墓穴的考古调查中，从地下约4米处出土。马赛克地板的尺度和设计表明，它是一个巨大房间的地板。
马赛克地板已成为教区博物馆的重要部分，博物馆内还有古代教堂的遗物，可追溯到卡诺莎的玛蒂尔达时期，以及中世纪浮雕（登宝座的基督由天使环绕），最初位于该堂的正祭台。

## 小堂
- 布拉米小堂（Brami Chapel）的祭坛画，帕尔马伊尔乔瓦内
- 托斯基小堂（Toschi Chapel）由吉罗拉莫·雷纳尔迪设计，由朱塞佩·切萨里装饰，by克里斯托福罗·朗卡利
- 兰戈内小堂（Rangone Chapel）的乌戈兰戈内主教墓葬雕塑，由普罗斯佩罗·斯帕尼雕刻。
- 正祭台画《圣母升天》，费德里科·祖卡里
- 圣体小堂有16世纪的壁画痕迹，作者是科雷吉欧的学生乔瓦尼·贾罗拉。
- 菲奥代贝利小堂（Fiordibelli Chapel）有乔万·弗朗切斯科·巴比里的画作。

还有卡洛·博诺尼、弗朗切斯科·维拉尼、塞巴斯蒂安·韦尔切莱西、和奥拉齐奥·塔拉米的作品。穹顶壁画是弗朗切斯科·丰塔内西的作品（1779年）。